# Intento de asesinato de Imran Khan
El Intento de asesinato al ex-primer ministro pakistaní Imran Khan, ocurrió el 3 de noviembre del 2022, Imran Khan, ex primer ministro de Pakistán y presidente del partido político Pakistan Tehreek-e-Insaf (PTI), recibió un disparo en la pierna durante una protesta. Sus partidarios afirmaron que el tiroteo había sido un intento de asesinato. Khan estaba dando un discurso en un mitin en Wazirabad cuando un hombre armado abrió fuego e hirió a Khan y a otros líderes del PTI.
El tiroteo fue condenado por el primer ministro Shehbaz Sharif, quien ordenó al ministro del Interior que presentara de inmediato un informe sobre el incidente.

## Antecedentes

### Derrocamiento a Imran Khan
Una crisis política comenzó en Pakistán a inicios del 2022 cuando el partido opositor Movimiento Democrático de Pakistán presentó una moción de censura contra Imran Khan. La crisis involucró una crisis constitucional cuando el presidente Arif Alvi disolvió el parlamento por recomendación de Khan. La Corte Suprema restableció el parlamento y Khan perdió la moción de censura, siendo sucedido por el actual primer ministro Shehbaz Sharif.
Khan ha culpado de su derrocamiento a una "conspiración estadounidense", calificando a la actual administración como un "gobierno importado".

### Marchas Azadi II
Las Marchas Azadi II del 2022 es una marcha que finalizó en la capital Islamabad desde la ciudad de Lahore, cuyo comienzo tuvo lugar el 28 de octubre del 2022, dirigida por Khan y sus seguidores para protestar por la negativa del gobierno a celebrar elecciones anticipadas.

## Tiroteo
El 3 de noviembre, mientras daba un discurso a sus seguidores, hombres armados no identificados dispararon contra el camión portacontenedores de Khan. Según un asistente de Khan, el camión recibió seis disparos.  Un partidario de Khan llamado Ibtisam  abordó al pistolero, quien fue arrestado. Otro hombre armado fue asesinado a tiros en el lugar.
Khan recibió un disparo en la espinilla y fue trasladado a un hospital, donde actualmente se encuentra bajo tratamiento. Un dirigente del PTI dijo que su estado es estable.
En total, nueve personas resultaron heridas, incluidos Imran Khan y el senador Faisal Javed Khan, y una murió.

## Agresor
La policía pakistaní arrestó al pistolero que disparó contra Imran Khan, identificado como Faisal Butt. En un video, Butt dijo que le disparó a Imran Khan cuando estaba "difundiendo odio engañando a la gente". Butt confirmó que el tiroteo fue un intento de asesinato y dijo que quería matarlo. Dijo que solo quería matar a Imran Khan y a nadie más, y que estaba actuando por su cuenta.

### Declaración del estado de salud del ex-primer ministro
Los miembros del PTI, Asad Umar y Mian Aslam, emitieron un comunicado diciendo que Imran Khan les pidió que lo emitieran en su nombre. En el comunicado, Khan dijo que "cree que hay 3 personas a instancias de las cuales se hizo esto: Shehbaz Sharif, Rana Sanaullah y el mayor general Faisal. Dijo que estaba recibiendo información y lo dice sobre esa base".

## Reacciones

### Nacionales
El primer ministro Shehbaz Sharif condenó el ataque a Imran Khan "con las palabras más enérgicas", rezó por la recuperación de Khan y las demás personas que resultaron heridas y dijo: "He ordenado al ministro del Interior que informe de inmediato [...] sobre el incidente. ." También dijo que el gobierno federal brindará todo el apoyo necesario al gobierno provincial de Punjab en materia de seguridad e investigación.
El ejército pakistaní "condenó enérgicamente" el ataque y ofreció "sinceras oraciones por la preciosa vida perdida y la pronta recuperación de Khan".
Los siguientes políticos también han denunciado el ataque:
- Ministro de Relaciones Exteriores Bilawal Bhutto Zardari
- Vicepresidenta de PML-N, Maryam Nawaz
- Líder de PML-N y ex primer ministro Nawaz Sharif
- El copresidente del PPP, Asif Zardari

### Internacionales
- Canadá: El primer ministro canadiense Justin Trudeau, calificó el ataque de "completamente inaceptable" y dijo que la violencia "no tiene cabida en la política, en ninguna democracia o en nuestra sociedad". Expresa sus condolencias a la familia del trabajador político fallecido durante el incidente.[24]
- India: El portavoz del Ministerio de Asuntos Exteriores de la India dijo que su país está "vigilando de cerca" los acontecimientos en Pakistán.